# Ринок землі в Україні
Ринок землі в Україні — сукупність суспільних відносин щодо відчуження та набуття земельних ділянок. У процесі їх ринкового обігу відбувається конкурентна зміна землевласників або землекористувачів.
Фактично, після відновлення незалежності України триває земельна реформа, що за часом є рекордною, для порівняння, земельна реформа в Мексиці тривала 23 роки. Від створення ефективного ринку сільськогосподарських земель в Україні залежить динаміка розвитку АПК, земельних відносин та національної економіки загалом.

## Загальний правовий огляд
Земля, її надра, атмосферне повітря, водні та інші природні ресурси, які знаходяться в межах території України, природні ресурси її континентального шельфу, виключної (морської) економічної зони є об'єктами права власності українського народу.
Держава забезпечує захист прав усіх суб'єктів права власності і господарювання, соціальну спрямованість економіки. Усі суб'єкти права власності рівні перед законом. Земля є основним національним багатством, що перебуває під особливою охороною держави. Право власності на землю гарантується. Це право набувається і реалізується громадянами, юридичними особами та державою виключно відповідно до закону.
Кожен має право володіти, користуватися і розпоряджатися своєю власністю, результатами своєї інтелектуальної, творчої діяльності. Ніхто не може бути протиправно позбавлений права власності. Право приватної власності є непорушним.

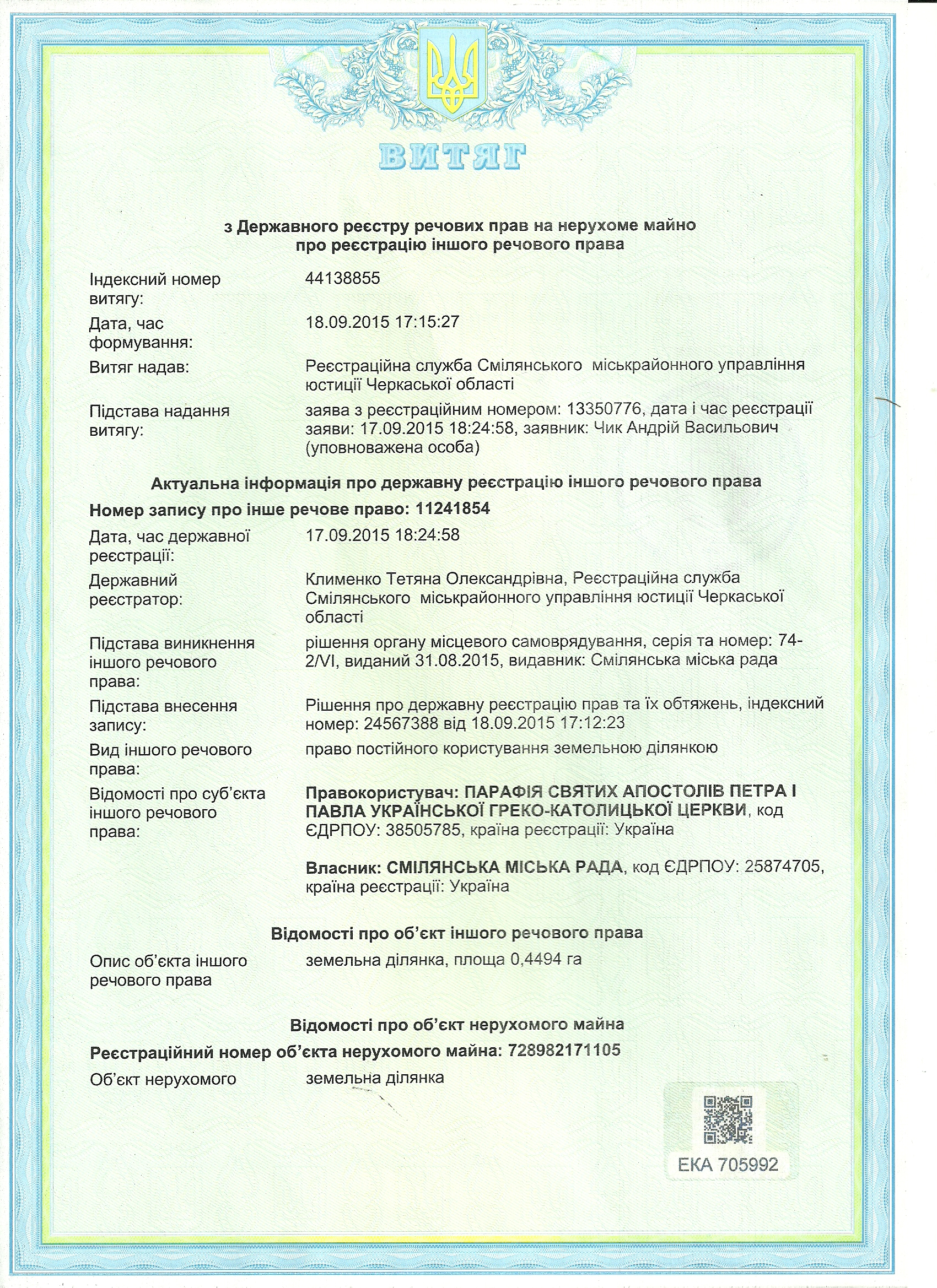
Документ, що підтверджує право постійного користування земельною ділянкою (2015)

Суб'єктами права власності на землю можуть бути:
- громадяни та юридичні особи — на землі приватної власності;
- територіальні громади безпосередньо або через органи місцевого самоврядування — на землі комунальної власності;
- держава через відповідні органи державної влади — на землі державної власності.

Громадяни України набувають права власності на земельні ділянки на підставі:
1. купівлі-продажу, ренти, дарування, міни, за іншими цивільно-правовими угодами;
2. безоплатної передачі із державної і комунальної власності;
3. приватизації ділянок, що були раніше надані їм у користування;
4. прийняття спадщини;
5. виділення в натурі (на місцевості) належної їм земельної частки (паю).

Іноземці та особи без громадянства можуть набувати права власності на земельні ділянки несільськогосподарського призначення.
Юридичні особи (засновані громадянами України або юридичними особами України) можуть набувати у власність земельні ділянки для здійснення підприємницької діяльності.
Землі, які належать на праві власності територіальним громадам сіл, селищ, міст, є комунальною власністю.
У державній власності перебувають усі землі України, крім земель комунальної та приватної власності. Земельним кодексом визначені категорії земель державної власності, які не можуть передаватись у приватну власність.
Іноземні держави можуть набувати у власність земельні ділянки для розміщення будівель і споруд дипломатичних представництв відповідно до міжнародних договорів.
Земля може перебувати також у спільній власності.
З 2017 року в Україні проводилися земельні торги, на яких продавалися переважно земельні ділянки державної та комунальної власності (не сільськогосподарські) та права на їх оренду. Вони організовувалися Держгеокадастром. З липня 2021 року земельні торги ділянками всіх форм власності (у т.ч. купівля/продаж як самої земельної ділянки, так і права оренди) відбуваються у формі електронних аукціонів на платформі Прозорро.Продажі.
Водночас, забороняється розпоряджатися (крім передачі у спадщину) земельними ділянками, розташованими на тимчасово окупованих територіях.
Набувати право власності на земельні ділянки сільськогосподарського призначення можуть громадяни України, юридичні особи (їх власниками не можуть бути іноземці), територіальні громади, держава.
За будь-яких умов заборона поширюється на:
- іноземців та їх юридичних осіб — в частині земель, що розташовані ближче 50 кілометрів від державного кордону України;
- громадян держави, визнаної державою-агресором або державою-окупантом;
- осіб, які належать або належали до терористичних організацій;
- юридичних осіб, що належать іноземним державам;
- юридичних осіб, у яких неможливо встановити бенефіціарного власника (контролера);
- юридичних осіб, бенефіціарні власники (контролери) яких зареєстровані в офшорних зонах або державах з «чорного списку» FATF;
- осіб, стосовно яких застосовано санкції.

Загальна площа земельних ділянок сільськогосподарського призначення у власності особи не може перевищувати десяти тисяч гектарів.
Розрахунки за цивільно-правовими угодами про відчуження землі провадяться в безготівковій формі; обов'язкова наявність у набувача землі документів, які підтверджують джерела походження коштів. Переважне право на придбання земельної ділянки [яке належить поточному орендарю] може бути передано ним іншій особі.
Ціна продажу виділених в натурі (на місцевості) земельних часток (паїв) не може бути меншою за їх нормативну грошову оцінку.
Продаж земельних ділянок сільськогосподарського призначення державної і комунальної власності заборонено.

### Зміни з 2030
Скасовується мінімальна ціна продажу виділених в натурі (на місцевості) земельних часток (паїв).

## Функціонування українського ринку землі до відкриття ринку
Державні сільськогосподарські підприємства
   Фермерські господарства
   Інші недержавні господарства (крім фермерських)
   Господарства громадян

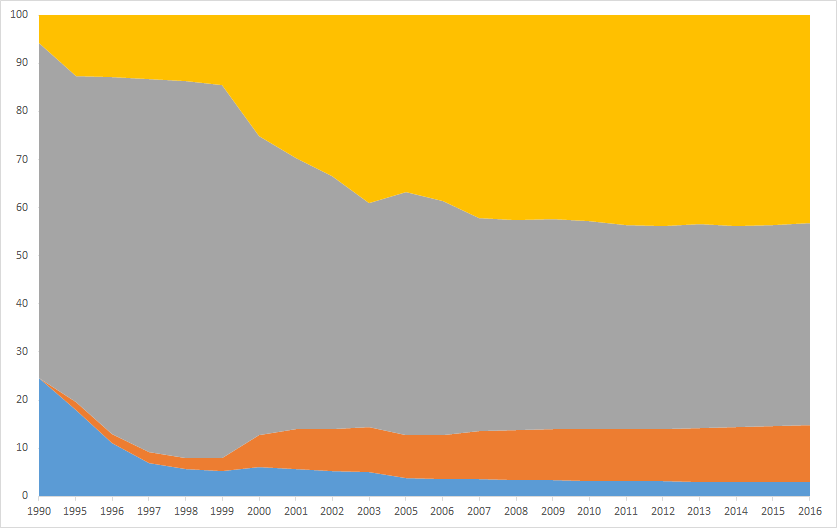
Розподіл земельних угідь за категоріями землевласників і землекористувачів з 1990 по 2016 рр.
Державні сільськогосподарські підприємства
Фермерські господарства
Інші недержавні господарства (крім фермерських)
Господарства громадян

Україна володіє значним земельним потенціалом, який становить 5,7 % території Європи. Із 60,3 млн гектарів майже 70 % становлять сільськогосподарські угіддя з високою родючістю.
Станом на 1 січня 2017 в Державному земельному кадастрі було зареєстровано 18,3 млн земельних ділянок. 87,8 % земельних ділянок знаходяться в приватній власності, 6,7 % у державній, а 5,5 % в комунальній. Середній розмір земельної ділянки становить 1,8 га.

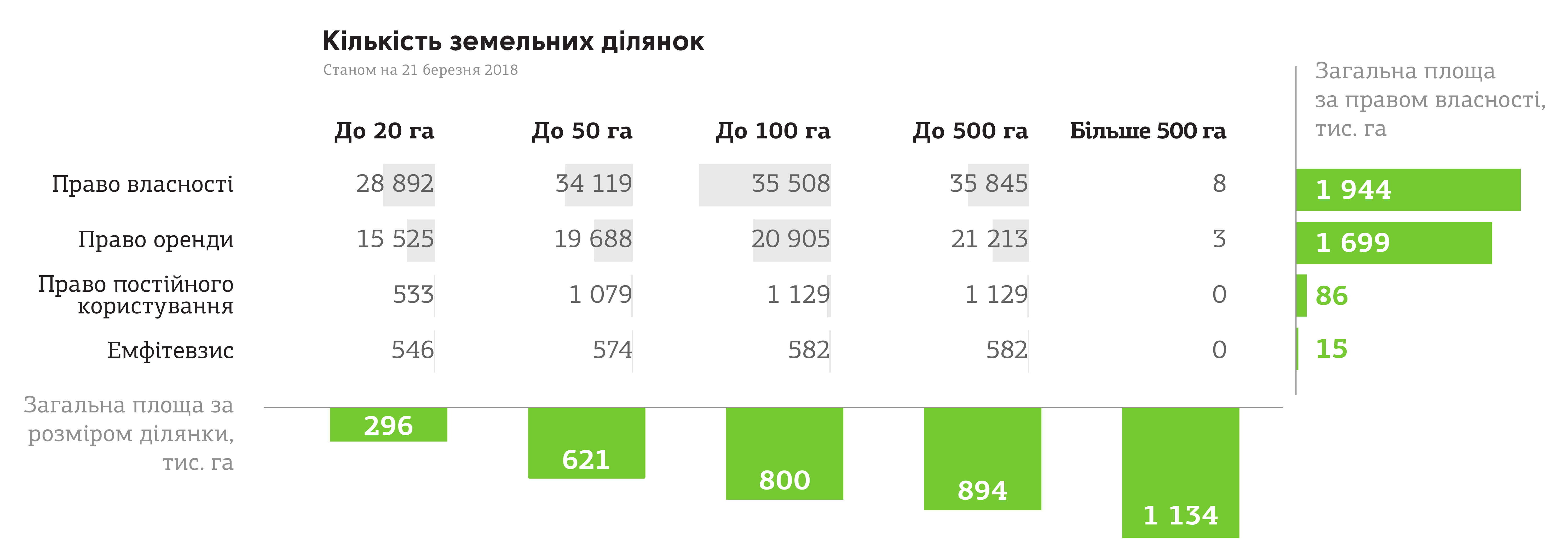
Земельні ділянки станом на 21 березня 2018 за правом власності та за розміром

У соціологічному дослідженні 2019 року 45 % жителів країни визнали, що володіють земельним паєм або землею. У селі мають землю 70 %, у місті — 44 %. 51 % здає землю в оренду.
З липня 2015 по червень 2017 року було здійснено 3,6 млн транзакцій зі зміни власника/користувача земельної ділянки, причому 89,5 % з них стосувалися саме сільськогосподарських земель. Рух земельних ділянок відбувається шляхом оренди, набуття спадщини, купівлі-продажу, дарування, емфітевзису (право користування чужою земельною ділянкою для сільськогосподарських потреб), іпотеки. 76,1 % транзакцій сільськогосподарських земель припадав у цей період на оренду. Щодо несільськогосподарських, то серед них 36,8 % були відчужені купівлею-продажем, 26,8 % спадщиною і лише 19,2 % орендою.

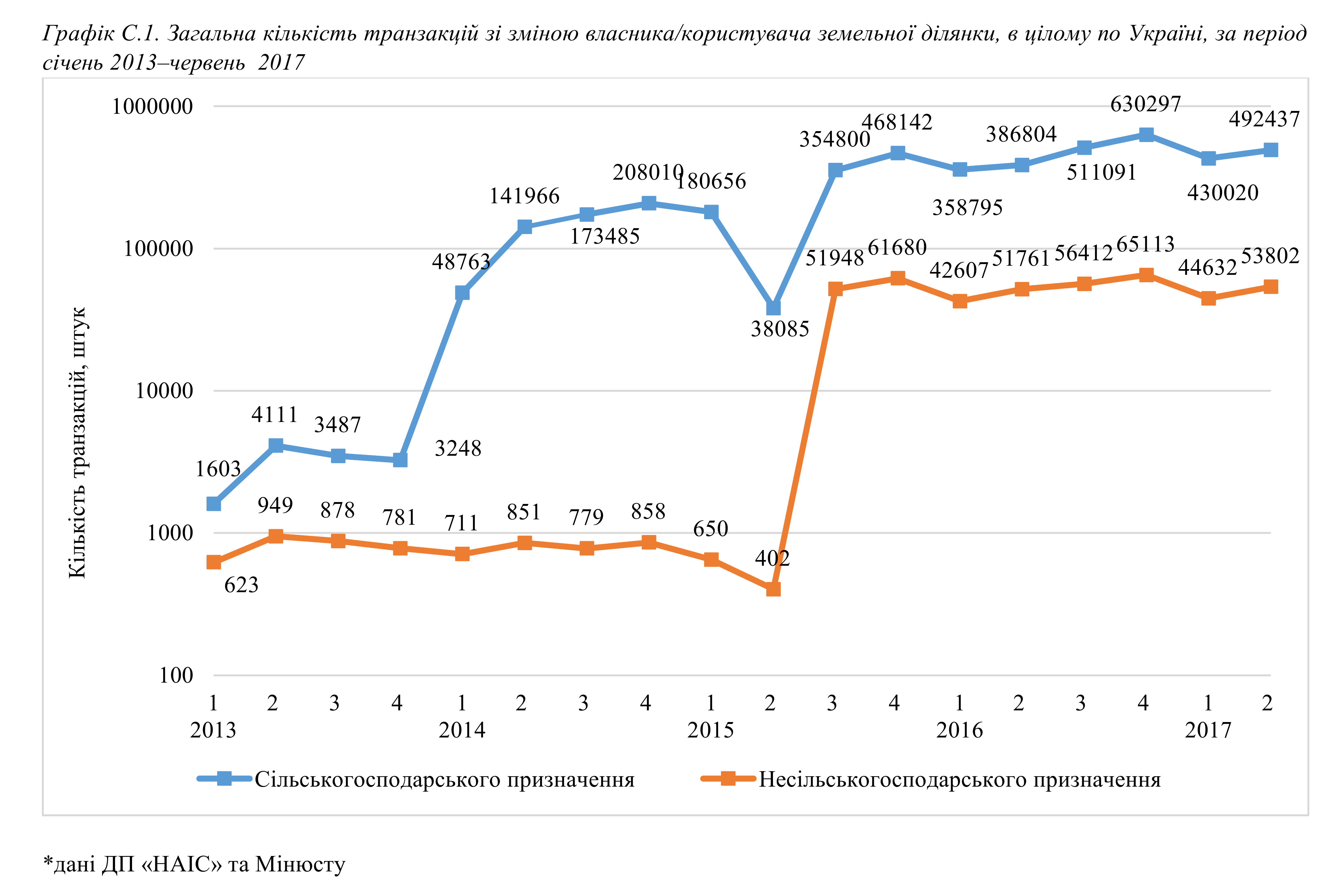
Загальна кількість транзакцій зі зміни власника/користувача земельної ділянки, в цілому по Україні, за період січень 2013–червень 2017

У 2017 році за кількістю проданих ділянок несільськогосподарського призначення лідирували Закарпатська, Львівська, Рівненська області. Найбільшим попитом користувались земельні ділянки для будівництва та обслуговування будівель торгівлі, розміщення та експлуатації основних, підсобних і допоміжних будівель та споруд підприємств переробної, машинобудівної та іншої промисловості та будівництва і обслуговування житлового будинку, господарських будівель і споруд (присадибні ділянки). Середня ціна незалежно від області та призначення таких ділянок становила 105 грн/кв. м. Найдорожчі землі в Києві, найдешевші — в смт Чернігівської області.
Середній розмір орендної плати за 1 га сільськогосподарської землі склав 8218 грн, у тому числі для ведення товарного сільськогосподарського виробництва — 4631 грн. Орендна плата не може бути меншою розміру земельного податку для відповідної категорії земельних ділянок і не може перевищувати 12 відсотків нормативної грошової оцінки.
За розміром надходжень до місцевих бюджетів від орендної плати за земельні ділянки сільськогосподарського призначення лідирує Одеська область (більше 16 млн грн річної орендної плати); аутсайдер — Дніпропетровська область (162 300 грн).
З 2015 до вересня 2017 на аукціони було виставлено для продажу прав оренди державних та комунальних земель: 7371 ділянок сільськогосподарського (155 864 га) і 2873 ділянок несільськогосподарського призначення (6040 га). Результативними (торги відбулися) були 69 % усіх операцій

## Земельний мораторій та відкриття ринку
Заборона (мораторій) на продаж та відчуження сільськогосподарських земель (пункти 14-15 розділу X «Перехідні положення» Земельного кодексу України в попередній редакції) означав, що власники землі не можуть вільно розпоряджатися нею, а практично єдиним способом передачі землі іншим особам є укладання договору про оренду. Заявлена причина заборони — відсутність в Україні інфраструктури для запровадження ринку купівлі та продажу сільськогосподарської землі.
Під дію мораторію підпадали 96 % сільськогосподарських земель, при чому 68 % (27,7 млн га) у власності селян — власників паїв. Загалом це 66 % території України.
В останні роки перед скасуванням мораторію, аналогічні заборони діяли в законодавствах ДР Конго, Венесуели, Куби, Таджикистану, Північної Кореї, Білорусі. Водночас, у деяких демократичних країнах найбільшим земельним власником залишається держава, не зазіхаючи при цьому на сформовані ринкові відносини (Канада, Австралія, Ізраїль).

### Історія питання
Цивільний обіг землі в Україні був скасований у 1917 році під час національної революції. В часи СРСР дозволених ринкових відносин як таких не існувало.
У березні 1991 набув чинності перший український Земельний кодекс. Умовою прийняття кодексу з приватною власністю на землю комуністи та «червоні директори» висунули вимогу запровадження відповідного мораторію на 6 років. Це було реалізовано в новій редакції Земельного кодексу в березні 1992 року.
У 1990-х роках велика частина земель сільськогосподарського призначення в країні належала колишнім радгоспам і колгоспам, які відповідно до Закону від 14 лютого 1992 року були перейменовані на «колективні сільськогосподарські підприємства» (КСП або колективні підприємства).
Указ Президента України від 8 серпня 1995 року № 720/95 передбачив програму поступового реформування КСП шляхом надання їхнім дійсним і колишнім членам земельних часток (паїв), тобто прав на землю у формі часток (паїв) без зазначення конкретного фізичного розташування або визначених меж. Указ передбачав, що паї мали бути розподілені між дійсними та колишніми членами КСП, а також певними категоріями працівників, зайнятими в соціальній сфері (освіта, медицина тощо) у сільських місцевостях. Хоча Указ надав членам КСП можливість виходу з КСП разом зі своїми частками (паями), масовий процес ліквідації КСП шляхом видачі паїв фактично розпочався лише в 1999 році.
Наприкінці 1990-х відбулось прискорення земельної реформи шляхом розпаювання земель колишніх радгоспів/колгоспів серед працівників та пенсіонерів цих підприємств. Указ Президента України від 3 грудня 1999 року встановив вимогу щодо ліквідації всіх КСП до квітня 2000 шляхом розподілу земельних часток (паїв) та іншого майна між його членами. У процесі ліквідації КСП значна частина сільського населення набула права на земельні паї.
Потім було організовано масовий процес виділення часток (паїв) у земельні ділянки в натурі (визначені на місцевості). У результаті цього процесу мільйонам нових власників були видані акти на право власності на конкретні земельні ділянки.
Зі збігом терміну 6 років, передбаченого кодексом, ця земля почала вільно купуватись та продаватись. Об'єми купівлі були незначними, тим не менш у 2001 році було пролобійовано введення тимчасового мораторію спочатку на 1 рік, а потім на 4 роки.

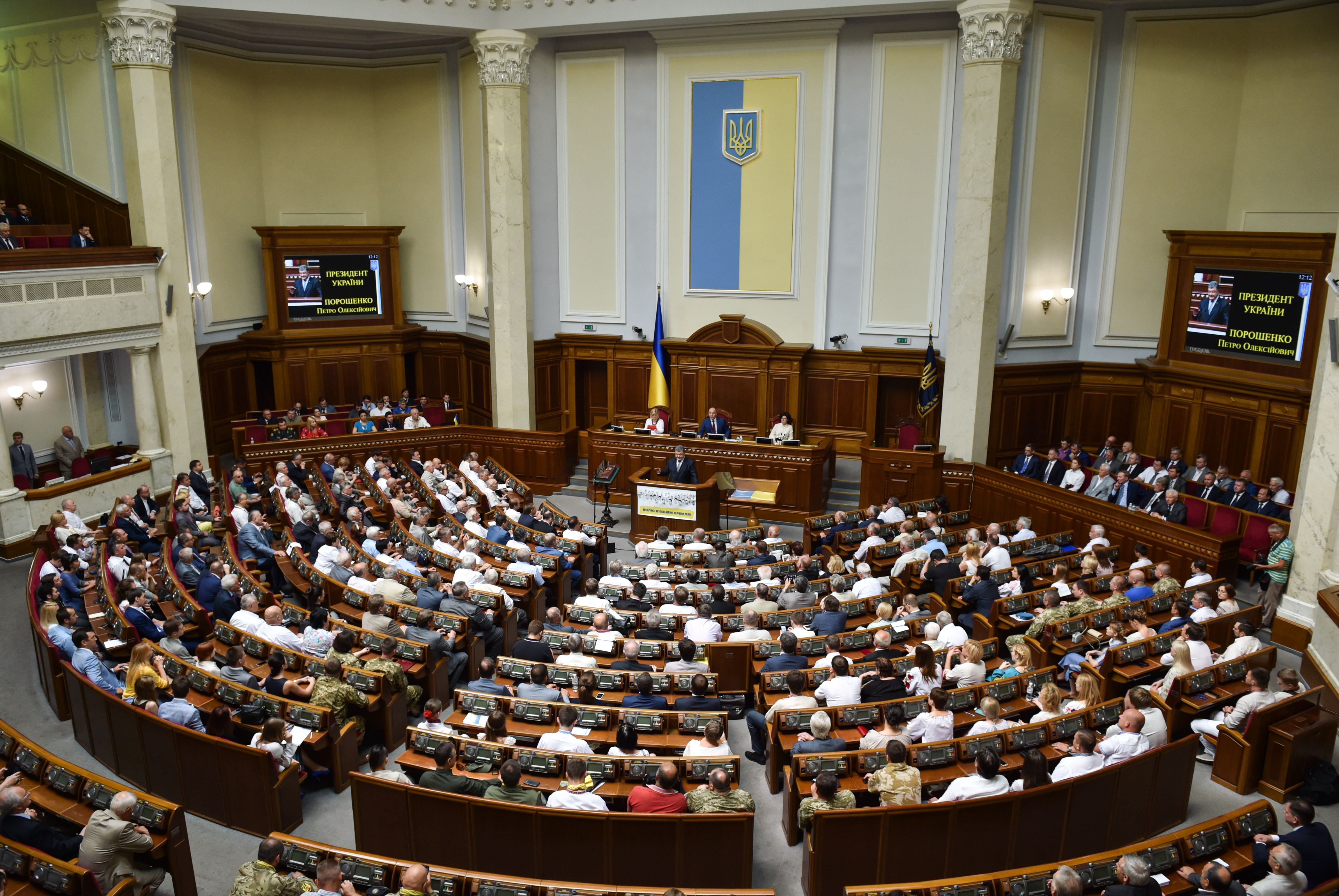
Верховна Рада України

Наприкінці 2004 року, коли збігав термін 4-річного мораторію, Верховна Рада подовжила його на 2 роки; наприкінці 2006-го — ще на один рік.
У 2008 році до ЗК внесли норму про те, що мораторій припиняється з набранням чинності двох законів (про земельний кадастр та про ринок земель).
На початку 2010 року Верховна Рада напередодні президентських виборів створила законодавчу конструкцію, згідно якої мораторій діє до прийняття закону про ринок землі, але втрачає силу не раніше точної дати — 1 січня 2012 року. Президентське вето Віктора Ющенка на цей Закон Рада подолала з другої спроби.
У 2011 році знову подовжили на рік; у 2012 — на чотири роки; протягом 2015—2018 років — чотири рази по одному року.
Поширена думка, що регулярне голосування за продовження мораторію забезпечувалося «аграрним лобі» Верховної Ради — великим агробізнесом, що не бажав платити реальну ціну за землю.

### Дискусія щодо скасування заборони

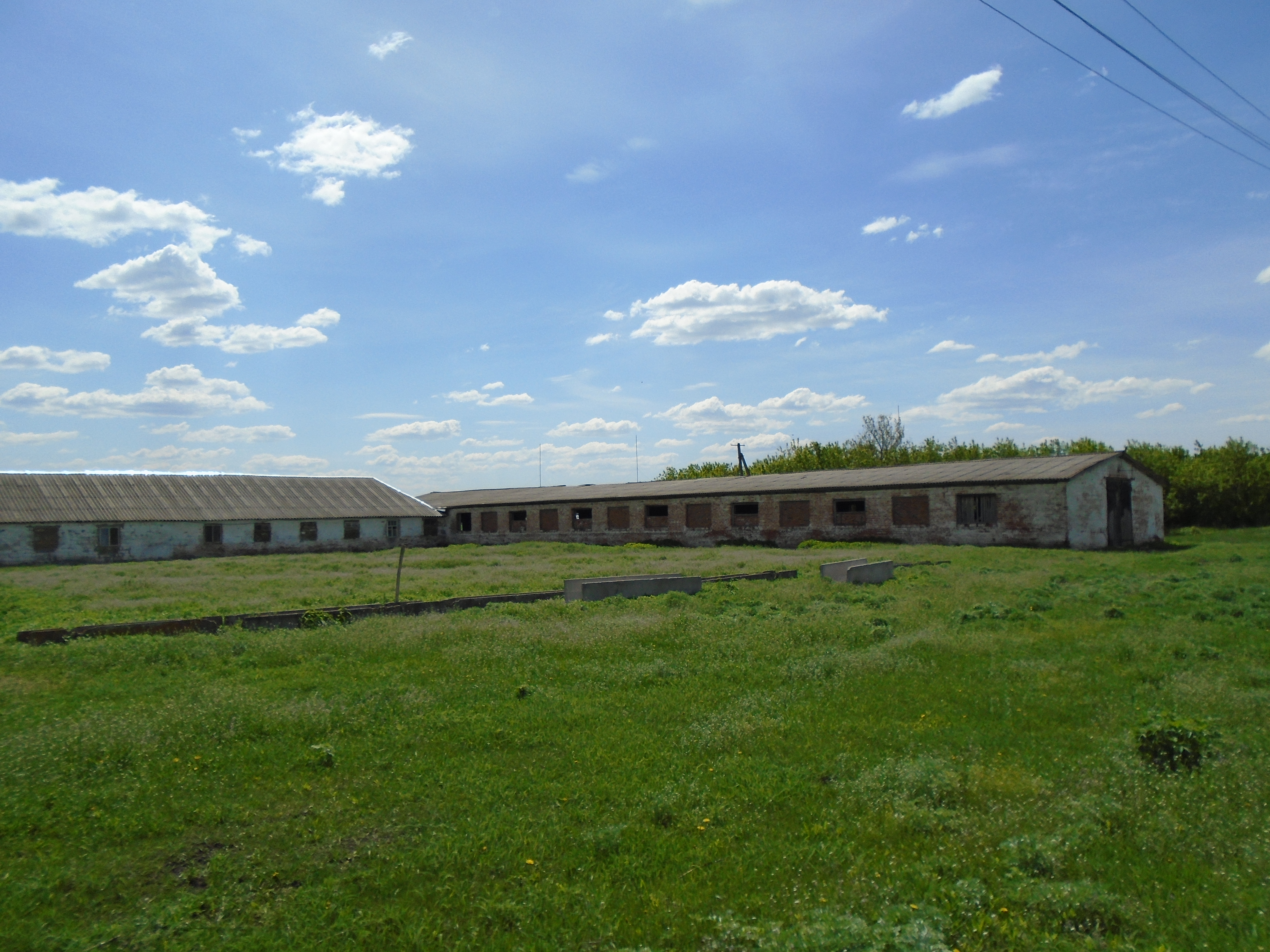
Ферма в с. Первомайське Шевченківського району Харківської області

У 1990-х роках ринку землі не було, тому запровадження мораторію зберегло статус-кво і не стало значною зміною правил гри.
У 2000 році уряд Ющенка остаточно лібералізував ціни на сільськогосподарську продукцію, що створило економічні стимули для виробників та активізувало дискусію навколо продовження мораторію. За останнє десятиліття урожайність різних культур в Україні зросла майже вдвічі (однак, все ще залишається у 2-3 рази нижчою від європейської) попри мораторій. Вважають, що вона могла б зростати набагато швидшими темпами, якби ринок землі було запроваджено ще на початку 2000-х — оскільки за наявності ринку активи переходять від менш ефективних до більш ефективних власників. Натомість, існування мораторію та незахищеність прав землекористувачів перешкоджають залученню нових технологій та інвестиціям у виробництва із високою доданою вартістю.
2017 рік відзначився появою масштабної, насиченої, досить професійної суспільної дискусії про те, в якому напрямку має розвиватися сільське господарство, якого формату земельної реформи потребує та яке в цьому місце мораторію на продаж земель сільськогосподарського призначення.
Протистояння двох сторін виходить за рамки земельного питання. Одна частина суспільства вважає, що держава може й повинна зробити все необхідне для успіху певної галузі, інша — покладає великі надії на ринок та його невидиму руку.
|  | Це боротьба світоглядів, а в даному конкретному випадку — ще і протистояння поколінь … Прихильники мораторію — це здебільшого представники старшого покоління, яке сформувалося при СРСР, а противники — відносно молоді люди, що їм далекий радянський патерналізм і які, мабуть, поїздили світом і на власні очі бачили, наскільки результативною може бути ринкова економіка. |

Запровадження ринку землі в Україні було чи не найдовше очікуваною, і чи не найбільш суперечливою реформою. Оцінки оглядачів різнилися від можливості «відновлення історичної справедливості» до неминучості «останнього дерибану».
За розрахунками Ольги Галиці та Олега Нів'євського (Київська школа економіки), якби не мораторій, то у 2018 році сільське господарство могло б згенерувати близько $35,8 млрд доданої вартості замість фактичних $13,3 млрд. Без мораторію ВВП України у 2018 році міг би бути на 17 % більшим від фактичного рівня. ЄБРР вважає, що ситуація з відсутністю ринку знижує український ВВП приблизно на 1 %. За оцінкою Міністерства аграрної політики і продовольства, нормально функціонуючий ринок як оренди, так і продажу землі може забезпечити від $700 млн. до $1,5 млрд. надходжень щороку плюс мінімум 1,5 % до росту ВВП. Оцінка Світового банку — 2 %.
Підраховуючи випадки маніпуляцій та брехні серед українських політиків, проєкт VoxUkraine відзначає, що найбільше їх у другій половині 2019 року стосувалося відкриття ринку землі.

#### Аргументи противників зняття заборони
- Противники ринку бояться, що в людей заберуть землю за безцінь. Приклад — наслідки приватизації 1990-х. Дехто розбагатів, але більшість не отримала нічого.
- Після відкриття ринку землю скуплять іноземці.
- Скасування мораторію вигідне крупним землевласникам, які скуплять занадто багато землі.
- Ринок запроваджувати потрібно, але після ретельної підготовки процедури «запуску». Крім необхідних законів, називають побудову справедливої судової та правоохоронної систем, організацію дешевого кредитування фермерів.
- Під час провадження в ЄСПЛ[⇨] Уряд України стверджував, що мораторій є необхідним для уникнення таких ключових ризиків: зубожіння сільського населення; надмірної концентрації землі в руках заможних осіб або ворожих сил; припинення її обробки.
- Для багатьох українців земля — це щось особливе. Це точно не товар[1][46][47][48].

#### Контраргументи прихильників ринку
- Створення ринку землі ніяк не вплине на права власності громадян, зокрема селян-пайовиків. Приблизно 1,5 мільйони з них померли за час довготривалої земельної реформи, так і не скориставшись своєю власністю, а 0,5 млн з них не мали спадкоємців. Оформлення спадщини коштує більше, ніж прибуток від оренди цієї землі.
- Заборона розпоряджатися своєю власністю — ознака недемократичної держави.
- За підрахунками аналітиків проєкту «Підтримка реформ у сільському господарстві та земельних відносинах в Україні», нині власники землі отримують від неї в 12 разів менше, ніж могли б. Вартість оренди могла б сягати 455 доларів за гектар замість нинішніх 37, якби діяв ринок. Щороку в державі переукладається понад мільйон договорів оренди. Якби мораторій був скасований, то протягом року переваги ринку відчув би мільйон власників паїв.
- Інвестиції в український ринок землі створять робочі місця, виробництво. Відсутність цивілізованого ринку землі є головним маркером для інвестора.
- Продаж земельної ділянки залежить від бажання продавця. Він же зможе обирати покупця і домовлятися про вигідну ціну.
- Держава не є ефективним власником і менеджером земель: у середньому в розрахунку на 1 га державні аграрні підприємства генерують менше від приватних підприємств доданої вартості на $106, чистого прибутку — на $55, виручки — на $218. Виходом може бути приватизація державних підприємств та земель, для чого потрібно запустити ринок.
- Мораторій не дозволяє фермерським господарствам та великим аграрним виробникам купувати землю, а отже, позбавляє їх можливості займатися довгостроковим фінансовим плануванням бізнесу. Земля таких фермерів не є активом, який можна використовувати для залучення банківського фінансування на розвиток справи, купівлю пального та добрив, будівництво сховищ для зберігання продукції. Мораторій обмежує доступ фермерів до фінансових ресурсів та уповільнює економічне зростання.
- Місцеві громади та державний бюджет, за оцінками Центру економічних стратегій, недоотримують близько ₴2,8 млрд. податкових надходжень щороку через відсутність легального оформлення угод з фактичного продажу землі.
- Результатом дії мораторію, що продукує правову невизначеність, є рейдерські захоплення земель[49][1][50][41][46][51][52][53][54][55].

#### Громадська думка

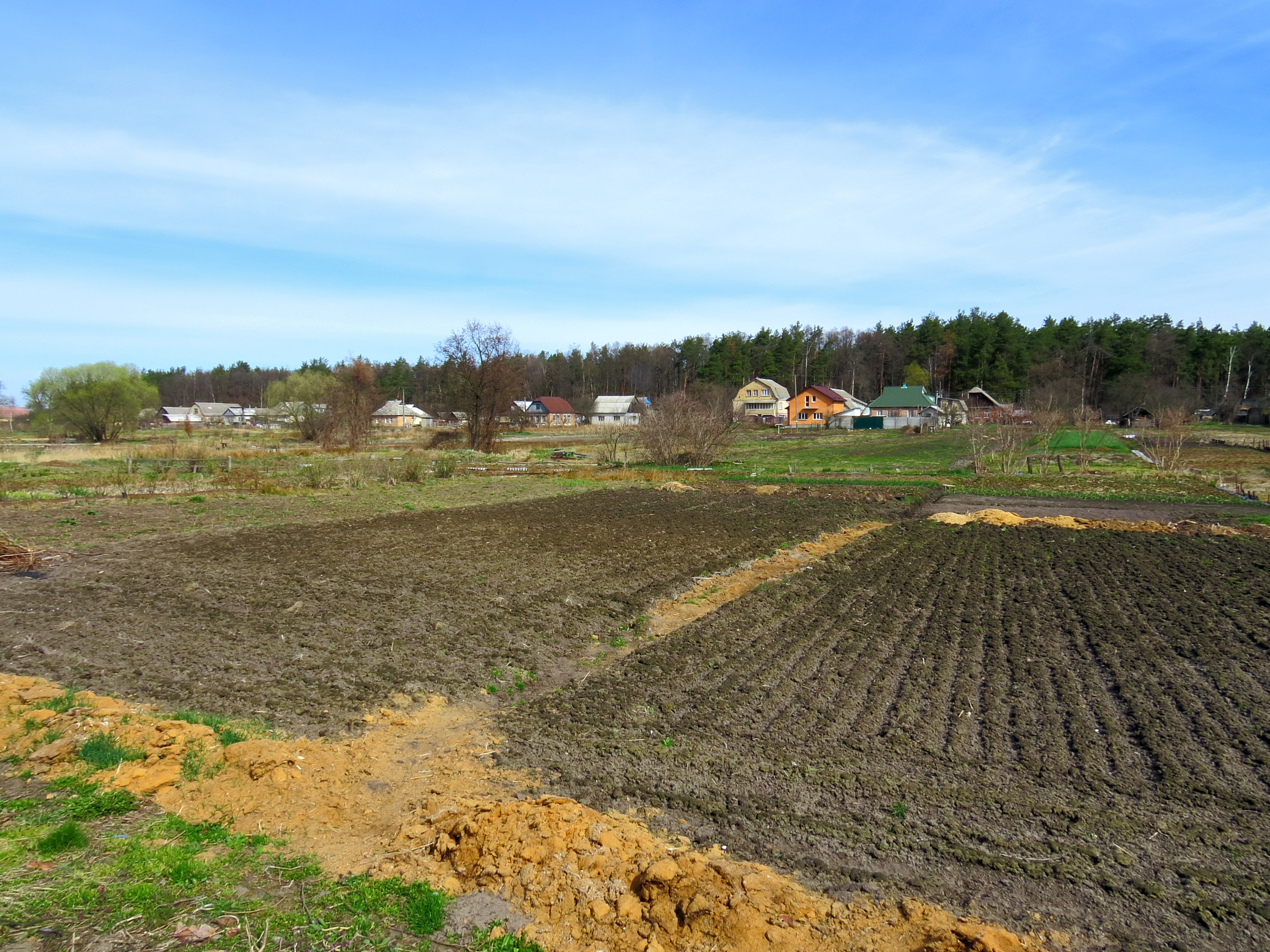
Присадибні земельні ділянки в с. Мощун Києво-Святошинського району Київської області

Знання українців про мораторій переважно базуються на інформаційному контенті, який створюють ЗМІ, а їх відповіді в соціологічних опитуваннях сильно залежать від того, як поставлене питання. Якщо людина очікує, що в разі застосування певної політики позитивні наслідки будуть вагомішими, то ставитиметься до неї схвально. Якщо ж очікує переважно негативних наслідків — буде проти.
Так, за результатами дослідження «Актуальні питання земельної реформи в Україні», проведеного проєктом USAID АгроІнвест у 2017 році, майже 2/3 громадян висловилися проти скасування мораторію на продаж земель сільгосппризначення, але майже 1/2 — за можливість продати свою землю. При цьому лише 7 % опитаних вважають, що володіють професійною інформацією про тему; 30 % «щось чули».
Згідно з соціологічним опитуванням, проведеним у 2018 році Київським міжнародним інститутом соціології, понад 66 % респондентів вважають, що громадяни, які володіють землею, повинні мати право вільно розпоряджатися нею, в тому числі продавати.
У розрізі регіонів, переважна частина населення східних (57,1 %) та південних (48,2 %) областей не має чіткої позиції щодо реформи. У східних регіонах рекордно низька кількість противників реформи — 26,2 %. На півночі спостерігається найбільша поляризація суспільства — рівень підтримки і непідтримки становить відповідно 16,5 % та 52,5 %, а тих, хто не визначився з реформою, досить мало — 31 %. Найбільша підтримка реформи у Києві (44,9 %) та на заході (34,7 %).
За домінування державної власності на землю виступають частіше старші та бідніші опитані, та ті, у кого немає паїв, за іншу модель — більш молодші, заможніші та власники паїв, які їх самостійно обробляють.
21 червня 2018 представники низки громадських організацій, фермерських господарств, сільськогосподарських компаній, банківської спільноти, політики, економісти, правозахисники та журналісти утворили Громадську коаліцію за скасування мораторію щодо купівлі-продажу земель сільськогосподарського призначення.
Якби референдум з земельних питань відбувся у червні 2021 року, 65,2 % респондентів висловилися б за заборону продажу сільськогосподарської землі, а 84,1 % за заборону іноземцям.

### Способи обходу мораторію
Доки відносини довкола землі не були легітимізовані, вони визначалися тіньовим ринком, який працював попри формальний мораторій на продаж. Земельний ринок був найбільшим тіньовим ринком країни, який оцінювався десятками мільярдів доларів.
Перехідні положення Земельного кодексу забороняли, зокрема, легально продати земельну ділянку, змінити її цільове призначення, внести право на пай до статутного капіталу господарського товариства, передати його в заставу. З іншої сторони, не було заборонено здати пай в оренду, обміняти на іншу земельну ділянку, передати у спадщину, а також продати неофіційно через різноманітні схеми.
По-перше, можна було передати земельну ділянку державі або місцевій громаді, за хабар змінити її цільове призначення і продати після того.
По-друге, товариство могло взяти паї в оренду на 49 років, а потім продати свої корпоративні права.
По-третє, можна було створити фіктивні борги у власника паю, а потім звернути стягнення на земельну ділянку через суд і виконавче провадження.
По-четверте, здійснити передачу паю за договором довічного утримання або міни.
І по-п'яте, укласти фактично безстроковий договір емфітевзису (право користування чужою земельною ділянкою для сільськогосподарських потреб). В Україні не є рідкістю емфітевзис, укладений на 100, 200 чи 500 років, з одноразовою виплатою власнику плати за користування землею. У 2016 році найбільше транзакцій емфітевзису було в Полтавській (1664), Одеській (1438) та Сумській (1424) областях.
Усі наведені схеми мають свої недоліки.
Поза тим, у 2020 році експерти НАЗК визначили та проаналізували найбільш поширені корупційні схеми, якими користуються для незаконного отримання землі як фізичні особи, так і великі агрохолдинги. Це, зокрема:
- самовільне зайняття земель державної та комунальної власності «за згоди» посадових осіб;
- укладання договорів про спільну діяльність для користування земельними ділянками державної та комунальної власності;
- використання безоплатної приватизації як корупційного інструменту для виведення земельних активів[62].

### Рішення Європейського суду

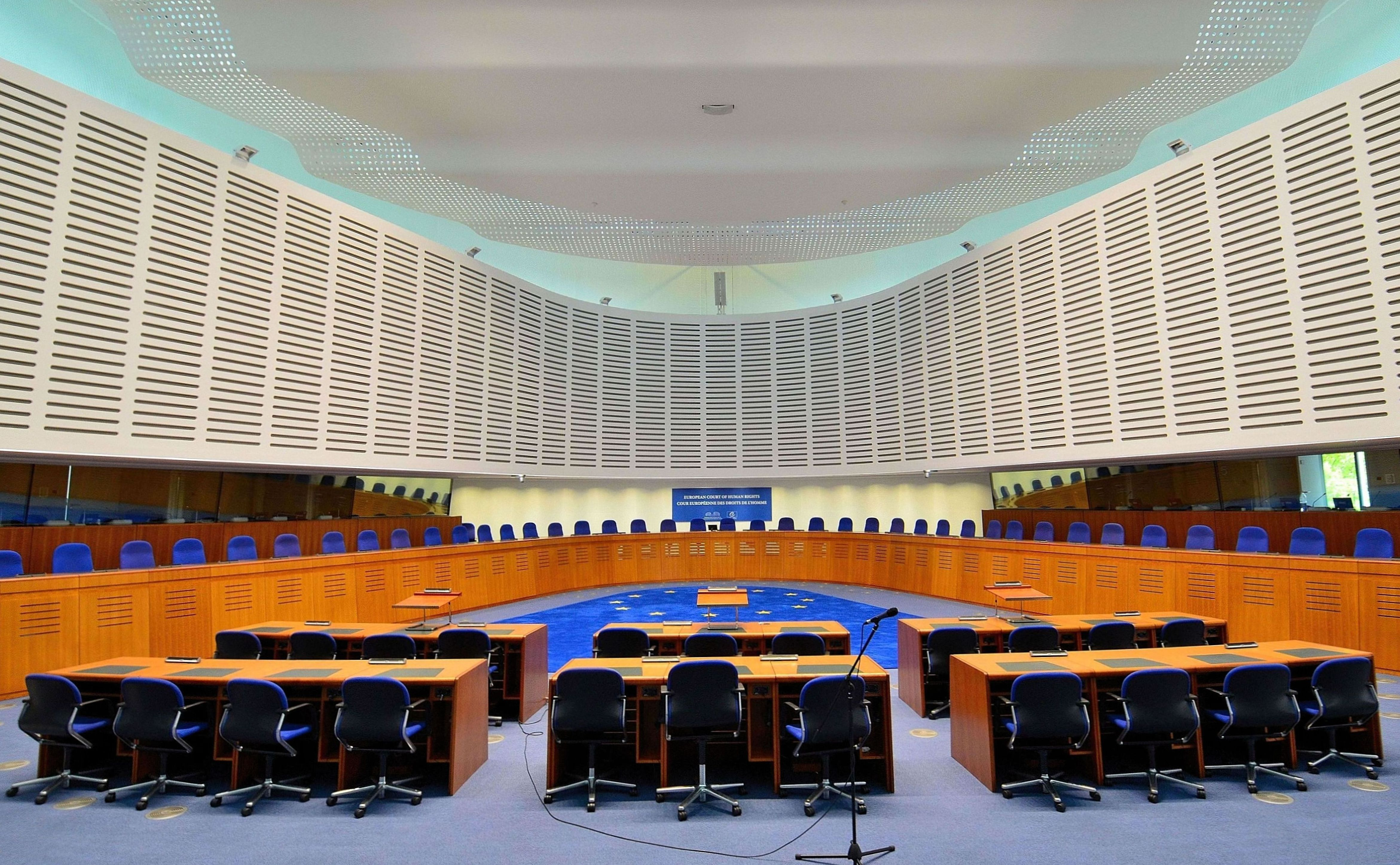
Європейський суд з прав людини

22 травня 2018 року Європейський суд з прав людини оприлюднив рішення у справі «Зеленчук і Цицюра проти України». Суд визнав земельний мораторій порушенням права людини розпоряджатися своєю власністю, гарантованого статтею 1 Протоколу до Європейської конвенції про захист прав людини, а також статтею 41 Конституції України, за відсутності дієвого ринку землі сільськогосподарського призначення.
Заявники — звичайні власники паїв Софія Степанівна Зеленчук і Віктор Антонович Цицюра — скаржились, що постійні пролонгації мораторію зробили його «фактично безстроковим», а відповідне законодавство — непередбачуваним. Раніше Суд вже дорікав українським органам влади за нездатність врегулювати ті чи інші відносини протягом певного часу та усунути юридичну невизначеність.
У той же час, Уряд не навів жодних причин, чому тимчасову повну заборону продажу землі слід вважати єдиним належним заходом для досягнення бажаних соціальних та економічних цілей, чи вони дійсно розглядали інші заходи їх досягнення, окрім повної заборони, або оцінювали пропорційність повної заборони переслідуваним цілям.
Суд дійшов висновку, що на заявників як на фізичних осіб було покладено тягар нездатності органів влади дотриматися встановлених ними самими цілей та кінцевих строків, і цей тягар є надмірним.
|  | З огляду на зазначені міркування та ненадання Урядом достатніх аргументів для обґрунтування заходів, застосованих до землі заявників, Суд доходить висновку, що держава-відповідач вийшла за межі своєї широкої свободи розсуду у цій сфері та не забезпечила справедливого балансу між загальним інтересом суспільства та майновими правами заявників. |

Суд одноголосно постановив, що було порушення статті 1 Першого протоколу до Конвенції, та присудив заявникам по 3000 євро в якості компенсації судових та інших витрат.
Суд також закликав Україну забезпечити справедливий баланс між інтересами власників сільськогосподарської землі, з одного боку, та загальними інтересами громади, з іншого боку; проте це не означає, що необмежений ринок землі має бути запроваджено негайно.
Та все ж, якщо Україна необґрунтовано затягуватиме вжиття таких заходів, для Суду відкриється можливість присуджувати майбутнім заявникам ще й відшкодування моральної шкоди.
Рішення набуло статусу остаточного 22 серпня 2018 року.
Аналогічним чином вирішена справа Antonenko and Others v. Ukraine (App. 45009/13, 20 February 2020).

### Відкриття ринку землі
Закон «Про державний земельний кадастр» Верховна Рада ухвалила 7 липня 2011 року. До його прийняття земельні ділянки були, по суті, не ідентифіковані. З тексту рішень про їх надання взагалі неможливо було дізнатись про місцезнаходження (вказувалися лише розмір, район та населений пункт).
Електронний Державний земельний кадастр запустили у 2013 році, а в 2015 на базі Держземкадастру почали впроваджуватися електронні послуги. У 2017 році Світовий банк визнав український земельний кадастр одним з найдосконаліших у світі.
9 грудня 2011 року парламент ухвалив проєкт закону «Про ринок земель» у першому читанні. Він передбачав, що лише громадяни України, органи місцевого самоврядування та держава могли набувати право власності на землю сільськогосподарського призначення. Один громадянин не матиме права володіти землею, призначеною для ведення товарного сільськогосподарського виробництва, площею більше ніж 100 га або орендувати більше ніж 6000 га такої землі у будь-якому одному районі або більше 5 % землі у будь-якій одній області. Земля не може бути продана за ціною, нижчою за визначену експертом, а порядок має встановлюватись законом. Зміна цільового призначення землі сільськогосподарського призначення, яка раніше належала державі, буде заборонена протягом десяти років після придбання. Після першого читання рух законопроєкту відсутній.
3 квітня 2017 року Кабінет Міністрів затвердив свій середньостроковий план дій до 2020 року. План описує продовження дії мораторію як одну з основних проблем сільськогосподарського сектора, яка позбавляє велику кількість громадян України можливості здійснювати своє конституційне право на власність і заважає розвитку сільськогосподарського ринку. План передбачає, що проблема, створена мораторієм, може бути вирішена шляхом національного обговорення та впровадження земельного ринку на основі моделі, прийнятної для населення.
У Посланні Президента України Петра Порошенка «Про внутрішнє та зовнішнє становище України в 2017 році» зроблені такі зауваження: «Мільйони людей формально володіють землею, але за них вирішили, що вони не здатні нею розпоряджатися, і запровадили абсолютно неконституційний мораторій. Чому ми тоді дозволяємо людям продавати квартири? Теж хтось їх може всі скупити… Як державний діяч при ухваленні рішень я маю зважувати на громадську думку. І наразі, на жаль, її сформували популісти. Я не збираюся витискувати із Верховної Ради земельну реформу, не буду цього робити. Але прошу ухвалити, — хоча б усно, в умі і в серці, — політичне рішення на її користь».
Єдиним законом, що залишався для запуску ринку, довгий час був закон про обіг земель сільськогосподарського призначення (див.)
Другим варіантом скасування мораторію є визнання неконституційності окремих норм Земельного кодексу, тобто шляхом діяльності Конституційного Суду України.
17 лютого 2017 року 55 народних депутатів звернулись до Конституційного Суду з поданням, у якому просили визнати Закон, яким було продовжено дію мораторію, неконституційним. 14 лютого 2018 року орган конституційної юстиції відхилив подання, не розглянувши його по суті.
1 листопада 2018 така ж доля чекала на друге подання 69 народних депутатів щодо конституційності мораторію.
Третій шлях передбачає безпосередню імплементацію Рішення «Зеленчук і Цицюра» в індивідуальних судових спорах, адже практика Європейського суду з прав людини має застосовуватися українськими судами як джерело права. Відразу після набуття Рішенням статусу остаточного до судів загальної юрисдикції було подано кілька позовів, у яких власники земель сільськогосподарського призначення відстоюють своє право на їх відчуження, посилаючись на висновок Суду про незаконність мораторію.
Так, 10 жовтня 2018 набрало чинності рішення Добропільського міськрайонного суду Донецької області, за яким українець вперше захистив своє право на обмін землею. Прокурору, який звертався з вимогою визнати обмін землі недійсним у зв'язку з мораторієм, було відмовлено. При вирішенні справи суд посилався на висновки ЄСПЛ у справі «Зеленчук і Цицюра проти України», статтю 14 Конституції України та норми цивільного і земельного законодавства, які регулюють виниклі у справі правовідносини.
Окрім того, Велика Палата Верховного Суду у Постанові від 15 травня 2019 року остаточно постановила, що закон не забороняє можливість обміну земельними ділянками сільськогосподарського призначення. У травні 2021 року Верховний Суд зробив висновок, що мораторій не поширюється на ділянки з цільовим призначенням «для ведення фермерського господарства».
За словами дотичного урядовця, технічних перешкод для запровадження ринку сільськогосподарських земель в Україні не існувало вже станом на 2018 рік. Такої ж думки притримувався НБУ.

#### Ухвалення законодавства про ринок землі
Після зміни влади у 2019 році новий Президент Зеленський дав доручення ухвалити до 1 грудня законопроєкт про ринок земель сільськогосподарського призначення та скасувати мораторій.
Уряд Гончарука планував запустити ринок землі з 1 жовтня 2020 року тільки для резидентів України (у тому числі юридичних осіб з власниками-іноземцями), при чому малим фермерам планувалось частково компенсувати процентну ставку за кредитами, щоб вони могли конкурувати за купівлю землі з великими агрохолдингами. Також передбачалось скасування права постійного користування землею, ліквідацію більшості функцій Держгеокадастру, скорочення корупціогенних адміністративних процедур, радикальне обмеження права безоплатної приватизації земель.
Текст чотиристорінкового урядового законопроєкту, що з'явився 20 вересня, уточнював, що пріоритетне право купівлі землі матимуть орендарі. Українці з правом постійного користування, правом успадкованого володіння ділянками матимуть право на їх викуп із розстрочкою платежу до 5 років за ціною, яка дорівнює нормативній грошовій оцінці таких земельних ділянок без проведення земельних торгів.
В одному з десяти альтернативних законопроєктів, поданому до Верховної Ради 10 жовтня 2019, додавалося, що до 2024 року не допускається набуття права власності на земельні ділянки юридичними особами, бенефіціарним власником (контролером) яких є іноземці, особи без громадянства, іноземні юридичні особи та держави. Саме цей законопроєкт був прийнятий у першому читанні 240 голосами 13 листопада 2019 року.
Відкриття ринку сільськогосподарських земель підтримали Світовий банк, ЄБРР та Євросоюз, проте напередодні ключового голосування Україною прокотилися протести аграріїв проти запропонованої моделі ринку.
При підготовці основного законопроєкту до другого читання, до нього були внесені суттєві правки, що істотно скоротили наповнення реформи (див.) На фоні погіршення економічної ситуації та у зв'язку з нагальною необхідністю отримання допомоги від МВФ, закон був прийнятий в другому читанні та в цілому в ніч 30 на 31 березня 2020 року 259-ма голосами. Він набрав чинності з 1 липня 2021 року.
Інші закони, необхідні для функціонування ринку землі:
1. закон, що автоматизує обмін інформацією між реєстром прав і земельним кадастром, зобов'язує оцифровувати і заносити до реєстру прав інформацію на паперових носіях, реєструвати ціни транзакцій із землею. Набрав чинності 16.01.2020 р.[89]
2. закон, що запроваджує прозорий процес земельних електронних аукціонів та зобов'язує продавати державні та комунальні землі винятково через такі аукціони. Набрав чинності 06.07.2021 р.[90]
3. закон, що спрощує процедури передавання земель, децентралізує управління землями, передає державні землі за межами населених пунктів у комунальну власність громад та передає функції контролю Держгеокадастру відповідним місцевим органам. Набрав чинності 27.05.2021 р.[91]
4. закон, що відкриває вільний доступ до даних кадастру і забезпечує обмін інформацією між реєстром прав та кадастром. Набрав чинності 01.01.2021 р.[92]
5. закон, що врегульовує питання встановлення меж громад, просторового планування їх територій. Набрав чинності 24.07.2021 р.[93]
6. закон, що створює Фонд часткового гарантування кредитів для малих та середніх виробників, щоб покращити їх доступ до кредитування, у тому числі для купівлі аграрної землі. Набрав чинності 24.11.2021 р.[94].

## Функціонування ринку землі після відкриття ринку

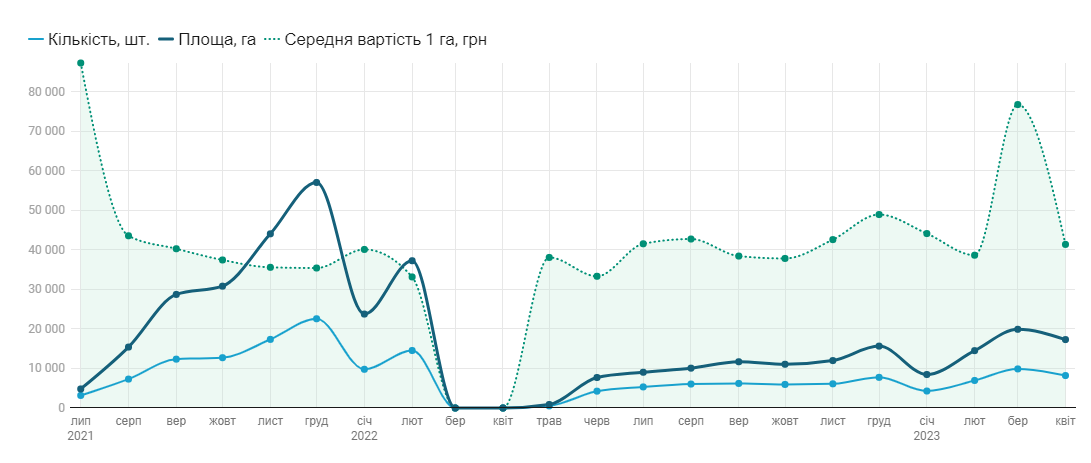
Помісячна динаміка щодо кількості, площі та середньої вартості відчужених земельних ділянок. Липень 2021 — квітень 2023.
[https://www.datawrapper.de/_/cV8Ux/ Інтерактивна версія

Початок функціонування ринку земель сільськогосподарського призначення був досить спокійним, і ціни залишалися відносно стабільними протягом 2021 року. У 2021 році місячний обсяг операцій становив близько 10 000 угод на місяць, а середній розмір угоди — 2,5 га. Середній рівень цін становив близько 30 000 грн/га.
В розрізі областей, Львівська, Івано-Франківська, Рівненська, Закарпатська та Київська області мали найвищу медіанну ціну на землю, яка значно перевищувала законодавчо встановлену нижню межу. У решті країни сільськогосподарська земля торгувалася близько до мінімальної ціни, що свідчило про те, що на українському земельному ринку домінувала пропозиція.
Протягом березня-квітня 2022 року (повномасштабне вторгнення Росії) ринок не діяв, оскільки влада обмежила доступ до бази даних про право власності на землю. У травні 2022 уряд видав тимчасове положення про реєстр власності на землю, і ринок землі поволі запрацював. Через війну кількість угод зменшилася вдвічі, приблизно до 5000 на місяць, середній розмір угоди — до 2 га.
Водночас, коли ринок знову відкрився у травні 2022 року, ціна землі в гривнях стала вищою за довоєнну, і становила близько 35 000 грн/га в наступні місяці. Після девальвації гривні на 25 % ціна в доларах стабілізувалася на значеннях дещо нижчих за довоєнні.
Після травня 2022 ціни істотно зросли у Житомирській та Вінницькій областях, проте знизились у регіонах активних бойових дій. Торгівля в Луганській і Донецькій, а також у Запорізькій та Херсонській областях впала практично до нуля.
В умовах обмеженого попиту, жорсткого регулювання та геополітичної напруги в регіоні ціна на землю в Україні значно нижча, ніж у її найближчих сусідах із ЄС. Наприклад, середня вартість української землі у 2021 році становила близько 1464,9 євро, а в Польщі тоді ж — більше 10 000 євро.
За два роки, що минули з часу відкриття ринку землі, в Україні було продано 365 тис. га, середня вартість гектара становила 39-45 тис. грн.
З 1 січня 2024 року стартував черговий етап земельної реформи:
- юридичні особи отримали право купувати землі сільськогосподарського призначення;
- дозволяється придбання земельних ділянок загальною площею до 10 тис. га (раніше до 100 га).

За 2,5 роки від відкриття ринку продано 1% сільськогосподарських земель, з яких 99,5% залишилися в аграрному виробництві. Здача громадами в оренду сільськогосподарських земель комунальної власності через Prozorro.Продажі принесла їм у середньому 355 млн. грн. щорічного доходу. У 2023 році середньозважена вартість землі зросла на 10,4% — до 38,5 тис. грн./га, а капіталізація ринку сільськогосподарських земель збільшилась на 115,1 млрд. грн. 87% угод – купівля-продаж на вторинному ринку (тобто у тих, хто купував ділянки як фізична особа на першому етапі).

## Публікації
- Амбросов, В. Я., and Т. Г. Маренич. «Розвиток земельного ринку та іпотечне кредитування.» Економіка АПК 10 (2009): 104—108.
- Артюшин, В. І., М. І. Кобець, and М. І. Пугачов. «Проблеми становлення та функціонування ринку земель сільськогосподарського призначення в Україні.» К.: Аналітично-дорадчий центр Блакитної стрічки ПРООН (2007).
- Вівчаренко, О. А. «Гарантії права власності на землю в Україні.» Автореф. дис… канд. юрид. наук: 12.00. 06 (2005).
- Вірченко, О. В. «Державне регулювання земельних відносин в умовах формування ринку земель сільськогосподарського призначення.» Бізнес Інформ 10 (2013): 207—211.
- Вірченко, О. В. «Інституційні особливості формування ринку земель сільськогосподарського призначення в Україні.» Ефективна економіка 9 (2013).
- Зінчук, Т. О., et al. «Європейський досвід формування ринку сільськогосподарських земель.» (2016).
- Кадикова, І. М. Формування ринку землі в умовах ринкової трансформації. Diss. ХАРКІВСЬКИЙ НАЦІОНАЛЬНИЙ УНІВЕРСИТЕТ імені ВН КАРАЗІНА, 2008.
- Котикова, Олена Іванівна, et al. «Ринок земель сільськогосподарського призначення в Україні: перспективи розвитку.» (2013).
- Кузьменко, Олександр. «Розвиток органічного землеробства в умовах ринку землі в Україні.» Економіст 3 (2013): 38-39.
- Лупенко, Ю. О., and О. В. Ходаківська. «Наукові засади запровадження ринкового обігу земель сільськогосподарського призначення.» Економіка АПК 12 (2016): 5-15.
- Пасхавер, Б. Й. «Ринок землі: світовий досвід та національна стратегія.» Економіка АПК 3 (2009): 47-53.
- Потлатюк, В. С. «Ринок земель сільськогосподарського призначення в Україні: сучасний стан та проблеми розвитку в системі банківського кредитування.» Вісник Сумського національного аграрного університету. Фінанси і кредит 1 (2013): 200—206.
- Сапсай, О. В. Мораторій на продаж земель сільськогосподарського призначення. Diss. Сумський державний університет, 2016.
- Сафонова, В. І. «Формування ринку земель в аграрному природокористуванні та його інфраструктури.» Економіка АПК 4 (2009): 45-51.
- Семеряк, Ю. А. «Державне регулювання ринку землі в Україні і досвід країн ЄС.» Науковий вісник НЛТУ України 20.12 (2010).
- Ступень, М., and Ю. Дума. «Ринок земель в Україні: основні проблеми та перспективи розвитку.» Економіст 4 (2015): 40-41.
- Шульга, Ольга. «Формування ринку землі сільськогосподарського призначення в Україні.» Вісник Київського національного торговельно-економічного університету 1 (2012): 13-23.